# (3314) Beals
(3314) Beals (1981 FH) – planetoida z grupy pasa głównego asteroid okrążająca Słońce w ciągu 3,31 lat w średniej odległości 2,22 j.a. Odkrył ją Edward Bowell 30 marca 1981 roku.